# Reevesia formosana
Reevesia formosana är en malvaväxtart som beskrevs av Thomas Archibald Sprague. Reevesia formosana ingår i släktet Reevesia och familjen malvaväxter. Inga underarter finns listade i Catalogue of Life.

## Bildgalleri
